# PlayStation 3
A PlayStation 3 (gyakran PS3-nak rövidítik) a Sony Computer Entertainment harmadik asztali konzolja, a PlayStation 2 utóda, a PlayStation 4 elődje.
A PlayStation 3 fő különbsége elődeivel szemben az új online szolgáltatás, a PlayStation Network, amely nemcsak multiplayer játékot tesz lehetővé, hanem böngészést, tartalmak letöltését stb. Ezenkívül számos újdonsággal rendelkezik, például rengeteg multimédia szolgáltatással bír, csatlakoztatható a PlayStation Portable-höz, és új típusú beépített Blu-ray disc olvasója van.

## Történet
A Sony először a 2005-ös E3 konferencián leplezte le az új PlayStationt, akkor még csak mint prototípust. A működőképes változatot a 2006-os E3-on mutatták be, és ekkor jelentették be a megjelenési dátumokat illetve a piacra szánt különféle konfigurációkat és áraikat. Majd 2006 szeptemberében a Sony bejelentette, hogy a PAL területekre késni fog a kiszállítás, a Blu-ray diódák hiánya miatt.

## Megjelenése
A PlayStation 3 először Japánban jelent meg 2006. november 11-én. Az első napon kb. 81 ezer darabot adtak el. Ennek jelentős része felvásárlás volt, mivel számítottak a későbbi hiányára, így magasabb áron akarták volna eladni.
Az Egyesült Államokban pár nappal később, 17-én jelent meg, és itt a kiszállított készlet alacsony darabszáma miatt rengetegen próbálták erőszakosan megszerezni, sőt, lövöldözések is előfordultak.
A PAL területeken 2007. március 27-én jött ki, és a Sony szerint az első két nap eladtak 600 ezer darabot. 2009 szeptemberében érkezett a boltokba a PS3 Slim 120 GB-os merevlemezzel. Három hét leforgása alatt 1 millió darabot adtak el belőle.

## Konfigurációk
A PS3 eredetileg 2 változatban, egy 20 és egy 60 gigabyte-os winchesterrel jött ki (illetve némi különbség van még csatlakozások közt), azóta ez a szám négyre nőtt. Az első két változat ára 599$/599€ illetve 499$/499€ volt.
Mindegyik konfiguráció tartalmaz egy vagy két Sixaxis és/vagy DualShock 3 kontrollert (2008. június 12-től), egy USB kábelt, egy kompozit AV kimeneti kábelt, egy Ethernet kábelt, egy energiaellátásért felelős kábelt, Blu-ray olvasót, HDMI 1.3a csatlakozót és Bluetooth 2.0-t.
20 GB NTSC modell:
- fekete
- 4 USB 2.0 port
- Super Audio CD (SACD) támogatás
- Hardveres PS2 kompatibilitás
- 2006 novemberében jelent meg

Megjegyzés: már nem gyártják, és nincs benne se kártyaolvasó, se Wi-Fi
40 GB PAL/NTSC modell:
- fekete, fehér (csak USA, Ázsia és Japán), ezüst (csak Ázsia és Japán)
- 2 USB 2.0 port
- Wi-Fi
- 2007 októberében jelent meg

Megjegyzés: már nem gyártják, nincs benne SACD támogatás, kártyaolvasó és nem PS2 kompatibilis
60 GB PAL/NTSC modell:
- fekete
- 4 USB 2.0 port
- Wi-Fi
- Kártyaolvasó
- SACD támogatás
- Hardveres PS2 kompatibilitás (NTSC)/ szoftveres PS2 emulálás (PAL)
- Az NTSC 2006 novemberében, a PAL 2007 márciusában jelent meg

Megjegyzés: már egyiket sem gyártják
80 GB NTSC modell:
- fekete
- 2 USB 2.0 port
- Wi-Fi
- SACD támogatás
- 2007 augusztusában jelent meg

Megjegyzés: gyártják
80 GB PAL/NTSC modell:
- fekete
- 2 USB 2.0 port
- Wi-Fi
- 2008 augusztusában jelent meg

160 GB PAL modell:
- fekete
- 2 USB 2.0 port
- limitált (korlátozott kiadás)
- Wi-fi
- Új mozgásérzékelős játékvezérlő
- 2008 novemberében jelent meg

Megjegyzés: csak korlátozott ideig gyártják, és az új irányító külön nem kapható
Slim 120 GB PAL/NTSC modell:
- fekete
- 2 USB 2.0 port
- Wi-Fi
- 2009 szeptemberben jelent meg

Megjegyzés: gyártják
Slim 250 GB PAL/NTSC modell:
- fekete
- 2 USB 2.0 port
- Wi-Fi
- 2009 szeptemberi megjelenés

 Megjegyzés: gyártják
Slim 320 GB PAL/NTSC modell:
- fekete
- 2 USB 2.0 port
- Wi-Fi
- Megjelenés: 2010

 Megjegyzés: gyártják
Super Slim 500 GB PAL/NTSC modell:
- több színben elérhető
- 2 USB 2.0 port
- Wi-Fi
- Bluetooth
- Blu-ray
- Megjelenés: 2012

 Megjegyzés: gyártják
A PS3 kártyaolvasója ismeri a SD, MultiMediaCard, CompactFlash, Microdrive és a Memory Stick/PRO/Duo flash kártyákat.
Gyakorlatilag a 80 GB-os modell megegyezik a 60 GB-os PAL modellel: a merevlemez mérete, a kártya olvasó hiánya, illetve a PS2 kompatibilitás hiánya a különbség. A 60 és 20 GB-os NTSC modell hardveres PS2 kompatibilitása a beépített PS2 CPU-nak (NTSC verzió), az Emotion Engine-nek köszönhető. A 40 GB-os modellek PS2 támogatás hiánya a hiányzó Graphics Synthesizer miatt van, amit viszont az összes többi tartalmaz, kivétel ez alól a 80 GB-os változat.

## Hardver
CPU:
- Cell Broadband Engine
- 45 nm csíkszélesség
- 1 központi PPE egység és 8 párhuzamosan dolgozó SPE egység
- 2,5 MB L2 cache (1 x 512KB + 8x 256 KB)
- 208 gigaflops művelet

VGA:
- 24 milliárd képpont/másodperc
- 550 MHz-es órajel
- SmartShader 4.1 támogatás 96-utas shader futószalagon
- Max felbontás FullHD 1920x1080
- 24x-es vonalsimítás (MLAA), 16x-os anizotróp szűrés támogatása

Memória:
- 256 MB XDR RAM 3200 MHz + 256 MB RSX RAM 700 MHz
- 48,7 GB/s memóriabusz–sebesség

Audio:
- Dolby Digital 7.1
- Dolby TrueHD
- Dolby Surround HD
- 44.1/48/96 kHz 32-bit audio kimenet
- 64-bit processing
- 512 audio channels

A PS3 feltűnő jellegzetessége a beépített 2x sebességű Blu-ray Disc olvasó, ami lejátssza a DVD-ket és a CD-ket is. Ennek a legnagyobb előnye az, hogy ezáltal képes lejátszani HD-felbontású anyagokat, amik csak Blu-ray lemezekre férnek rá. Eleinte sok PS3-at csak Blu-ray lejátszónak vettek meg, mivel a megjelenése idején az ilyen lejátszók még drágábbak voltak mint a konzol. Jelenleg körülbelül hasonló árban vannak.
Minden PS3-ban van egy felhasználó által is bővíthető SATA merevlemez.
A PlayStation 3 "lelke" az STI (Sony-Toshiba-IBM) által kifejlesztett Cell névre hallgató 8 magos központi processzor melyek 3,2 GHz-es órajellel rendelkeznek, és egy le van tiltva praktikussági okokból, mivel ha egy mag elromlik egyszerűen bekapcsolható a másik.
Hatot használhatnak a fejlesztők, a hetedik az operációs rendszeré, a nyolcadik pedig tartalék.
A grafikus műveleteket a közös NVIDIA-SCEI fejlesztésű "RSX" nevű GPU végzi el, amely képes 480i/576i SD-től 1080p-s 1920x1080 HD jelet kiadni.
A PlayStation 3-nak 256 MB XDR fő memóriája van, és 256 MB GDDR3 memóriája az RSX-nek.
Minden konzolvariánson van Bluetooth 2.1, Gigabit Ethernet, USB 2.0 és HDMI 1.3, továbbá Wi-Fi (802.11a/b/g/n) is.
Számos kiegészítő vásárolható hozzá, mint vezetéknélküli Sixaxis és DualShock 3 kontroller, PlayStation Eye kamera, BD távirányító és PlayTV DVB-T tuner/digitális videó felvevő. 
2010 utolsó negyedévében megjelent a PlayStation Move kontroller ami mozgásérzékelőkkel is fel van szerelve, ez lehetővé teszi az olyan játékok vezérlését is, amelyeket a mozgásunkkal irányíthatunk.
Érdekességként megemlítendő, hogy felhasználtak PS3-okat szuperszámítógépek felépítéséhez – ugyanis jelentősen nagyobb a PS3 számítási teljesítménye az asztali számítógépekénél. Az egyes gépeket klaszterben üzemeltetik, rajtuk pedig Linux van telepítve.

## Szoftver

### Operációs rendszer
A PS3 operációs rendszerének lehetőségeit ("System Software") frissítésekkel lehet növelni. Ezeket a frissítéseket a PlayStation Networkről lehet közvetlen a gépre letölteni, de a hivatalos PS3 weboldalról  is le lehet tölteni PC-re, majd áttölteni egy hordozható tárra, és onnan a konzolra feltölteni és telepíteni. A játékok is feltehetik maguktól, ha szükséges az indulásukhoz.
A PlayStation 3-ra fel lehet telepíteni különféle Linux disztribúciókat is (kivéve 3.21 vagy nagyobb firmware-rel rendelkező gépek és Slim).

### Grafikus felület
A PlayStation 3 a saját XrossMediaBar (XMB) verzióját használja, és 9 beállítási lehetőség van, ezek a következők: Users, Settings, Photo, Music, Video, Game, Network, PlayStation Network és Friends. A PS3-on több elsődleges és másodlagos felhasználói fiókot is tarthatunk, képeket nézhetünk a galériában akár slideshowban, zenét hallgathatunk, audio lemezről számokat másolhatunk át merevlemezre vagy más tárba, filmeket és videókat nézhetünk, USB egeret és billentyűzetet csatlakoztathatunk, és a beépített vagy egy feltelepített böngészővel böngészhetünk, letölthetünk.
A Friends ("barátok") menü alatt e-maileket küldhetünk, amikhez képeket, emotion-ikonokat csatolhatunk, és PlayStation Eye-val/Eyetoy webkamerával videóchatelhetünk.
A Network menüben a PlayStation Store-ban online vásárohlatunk filmeket, játékokat és más tartalmakat.

### PlayStation Network
A PlayStation Network a PlayStation 3 hivatalos hálózati rendszere tele tartalommal. Ilyenek a FullHD filmek, videók, képek, klipek, zenék, játékok...stb. A regisztráció a PS3 interfészéből és PC-ről egyaránt lehetséges.
Magyarországon hivatalosan nem elérhető a bankkártyás fizetés, de PSN Network kártyával (mely a legtöbb konzol boltban kapható) használható ez a szolgáltatás.
A 2006-os Tokyo Game Show-n bejelentette a Sony, hogy PS 1-2 játékokat lehet majd letölteni 5-15$ közti áron.
A maga sajátos pénzfajtája a PlayStation Network Card, amelyet boltokban, ATM-ekben lehet megvásárolni Japánban, de máshol is hasonló rendszer van. Amennyiben bankkártyáról szeretnénk fizetni, az is lehetséges.
A PSN-re lehet pontokat, achievementeket ("tett, eredmény") feltölteni, és ezekből áll össze az online ranglista. Mindez mára már másképp működik, a nemrégiben bevezetett trófea rendszernek köszönhetően, a játékban elért eredményeink azonnal profilunkba kerülnek, és az így szerzett trófeáinkat meg is mutathatjuk a többi játékosnak. Továbbá lehet játékos információkat feltölteni, chatelni, böngészni, barátlistákat összeállítani, és különféle tartalmakat (pl. képek, demok, trailerek) letölteni; ezek nagy része ingyenes, csak a fizetős tartalmak letöltése és prémium szolgáltatásokra való előfizetés kerül pénzbe.

### PlayStation Home
A PlayStation Home (PSH) egy a PSN-en alapulú közösségi szolgáltatás.
A Home-ban létrehozhatunk egy avatart, ami kap egy házat amit berendezhetünk és akár különféle achievementeket is elérhetünk. Itt más PS3 felhasználókkal találkozhatunk, beszélgethetünk, játékokat játszhatunk és más közös dolgokat végezhetünk, egy remekül megtervezett virtuális világban. 2015. március 31-én világszerte leállították működését.